# Antechinus adustus
Antechinus adustus is een roofbuideldier uit het geslacht van de breedvoetbuidelmuizen. De wetenschappelijke naam van de soort werd voor het eerst geldig gepubliceerd door Oldfield Thomas in 1923. Deze soort werd tot 2000 als een ondersoort van Stuarts breedvoetbuidelmuis (A. stuartii) gezien.

## Kenmerken
Deze soort lijkt op Stuarts breedvoetbuidelmuis, maar heeft een donkerdere en langere vacht. De bovenkant is bruinachtig, de onderkant geelbruin. De dunne staart is lichtbruin van kleur. De kop-romplengte bedraagt 90 tot 119 mm, de staartlengte 89 tot 103 mm en het gewicht voor vrouwtjes 21 tot 34 g en 30 tot 42 g voor mannetjes. Vrouwtjes hebben 6 mammae.

## Voorkomen
De soort komt voor in tropisch bos in Queensland van Paluma tot Mount Spurgeon, op minstens 800 m hoogte.

## Leefwijze
Dit dier leeft op de grond en eet insecten. Na de paartijd van eind juni tot eind juli sterven alle mannetjes. In het begin van augustus hebben sommige vrouwtjes al jongen in hun buidel, waar ze vier tot vijf weken blijven. Tot eind november worden de jongen gezoogd.
Antechinus adustus · Antechinus agilis · Antechinus argentus · Antechinus arktos · Antechinus bellus · Geelvoetbuidelmuis (Antechinus flavipes) · Antechinus godmani · Antechinus leo · Antechinus mimetes · Antechinus minimus · Antechinus mysticus · Stuarts breedvoetbuidelmuis (Antechinus stuartii) · Antechinus subtropicus · Antechinus swainsonii · Antechinus vandycki